# Van Tassell
Van Tassell – miasto w Stanach Zjednoczonych, w stanie Wyoming, w hrabstwie Niobrara.